# Claudia Patricia Palacios
Claudia Patricia Palacios Parra es una lideresa afrocolombiana.
Actualmente, se desempeña como coordinadora de la Ruta Pacífica de las Mujeres Regional en el departamento del Chocó, en donde ha trabajado más que 18 años con activismo, construyendo procesos de resistencia política y cultural feminista con las mujeres chocoanas.

## Educación
Es licenciada en teología de la Universidad Católica Luis Amigó de Medellín, y es conocida entre mucha gente en su municipio como “la Profe”. Tiene su especialización en Derechos Humanos, la democracia y el desplazamiento forzado.

## Trayectoria
Claudia Patricia Palacios es gestora de conocimientos y procesos para las mujeres en su territorio, trabajando para mejorar tanto el reconocimiento como la exigencia de los derechos de las mujeres.
Debido a su conocimiento amplio de los Derechos Humanos y temas relacionadas, siempre ha reconocido la importancia de transferir conocimiento de esos temas. Así, ha sido trabajando con la realización de las escuelas de formación “trenzando saberes y poderes” con las chicas jóvenes en los municipios chocoanos. Esto ayuda a las mujeres del departamento del Chocó convertirse tener más participación política y ser parte de la construcción de la paz, a partir de su conocimiento de los derechos humanos y sus experiencias por las mujeres chocoanas.
El departamento del Chocó es uno de los departamentos más afectados por el conflicto armado interno en Colombia y Claudia Patricia Palacios tiene una trayectoria importante apoyando la resistencia de las mujeres afro con sus cantos, colores y turbantes le han traído cuerpos, historias y tradiciones como elementos esenciales a la mesa de negociación política en el conflicto. Toda su vida, ha rechazado la violencia que se ha impregnado en el Chocó, y ha defendido la vida y el cuerpo de las mujeres, negando a seguir pariendo hijos e hijas a la la guerra.